# Til It Happens to You
"Til It Happens to You" là bài hát được sản xuất và trình bày bởi ca sĩ người Mỹ Lady Gaga.

## Bảng xếp hạng

### Xếp hạng theo tuần
| Bảng xếp hạng (2015–2016)             | Vị trí cao nhất |
| ------------------------------------- | --------------- |
| Bỉ (Ultratip Flanders)                | 45              |
| Bỉ (Ultratip Wallonia)                | 42              |
| Canada (Canadian Hot 100)             | 46              |
| Phần Lan Download (Latauslista)       | 21              |
| Pháp (SNEP)                           | 46              |
| Greece Digital Songs (Billboard)      | 5               |
| Scotland (OCC)                        | 52              |
| Tây Ban Nha (PROMUSICAE)              | 29              |
| Anh Quốc (OCC)                        | 171             |
| Anh Quốc Download (OCC)               | 67              |
| Hoa Kỳ Billboard Hot 100              | 95              |
| Hoa Kỳ Adult Contemporary (Billboard) | 19              |
| Hoa Kỳ Dance Club Songs (Billboard)   | 1               |

### Bảng xếp hạng cuối năm
| Bảng xếp hạng (2016)            | Vị trí |
| ------------------------------- | ------ |
| US Dance Club Songs (Billboard) | 8      |